# Pheidole tijucana
Pheidole tijucana är en myrart som beskrevs av Borgmeier 1927. Pheidole tijucana ingår i släktet Pheidole och familjen myror. Inga underarter finns listade i Catalogue of Life.